# Club 2002 – Parti pour l'unité et la République
Le Club 2002 – Parti pour l'unité et la République (Club 2022-PUR) est un parti politique de la république du Congo. Il est fondé le 30 janvier 2002 et dirigé par Wilfrid Nguesso, neveu du président Denis Sassou Nguesso.
Initialement, Club 2002 était une association politique, mais en 2007, il se transforme en parti politique et le « Parti pour l'Unité de la République » est ajouté à son nom. Le 17 juillet 2007, le Consensus pour le changement et le développement, une association politique, fusionne avec le Club 2002, tandis que l'Organisation pour le développement du pays d'Alima Como Ndzaléitsé, une autre association politique, devient une association affiliée à Club 2002.
Lors des élections législatives de 2007 le parti remporte trois des 137 sièges à l'Assemblée nationale,.

## Résultats électoraux

### Élections législatives
| Année | Élus    |
| ----- | ------- |
| 2007  | 3 / 137 |
| 2012  | 1 / 139 |
| 2017  | 1 / 151 |
| 2022  | 2 / 151 |